# Marc Pitzke
Marc Pitzke (* 1963 in Solingen) ist ein deutscher Journalist und seit 2003 USA-Korrespondent von Spiegel Online.

## Leben
Pitzke studierte Politologie, Soziologie, Amerikanistik und Kommunikationswissenschaften an der Ludwig-Maximilians-Universität in München. Nach seiner Ausbildung an der Deutschen Journalistenschule arbeitete er für verschiedene Zeitungen und Zeitschriften. Von 1993 bis 1994 studierte er Journalismus an der Journalistenschule der Columbia University. Als Auslandskorrespondent berichtet er seit 1995 aus New York City, zuerst für Die Woche und seit 2003 für Spiegel Online. 2008 erhielt er den Georg von Holtzbrinck Preis für Wirtschaftspublizistik. Pitzke lebt mit seinem Mann Darren in New York City.

## Werke
- Fünf nach Zero. Der 11. September und die Wiedergeburt New Yorks. Herder, Freiburg 2006, ISBN 978-3-451-05692-5.